# Amalia Riégo
Pour les articles homonymes, voir Riégo.
 (février 2025).
Si vous disposez d'ouvrages ou d'articles de référence ou si vous connaissez des sites web de qualité traitant du thème abordé ici, merci de compléter l'article en donnant les références utiles à sa vérifiabilité et en les liant à la section « Notes et références ».
Amalia Riégo, née le 26 mars 1850 à Karlskrona en Suède et décédée le 27 décembre 1926 à Nice en France, est une chanteuse d'opéra (soprano) suédoise.

## Biographie
Amalia Riégo est la fille du directeur de cirque et fil-de-fériste espagnol Johan Joseph Riégo, et de la Norvégienne Anna Johanna Stiegler, ainsi que la sœur de l'acteur John Riégo.
Elle fréquente l'école de chant avec Isak Albert Berg (en) à Stockholm, puis Jenny Lind à Londres. En 1872, elle débute sur scène à l'Opéra en interprétant le rôle d'Alice dans Robert le Diable. Après avoir joué le rôle de Juliette dans Roméo et Juliette deux fois, puis dans Ingeborg en 1874 pour la première de Den Bergtagna, elle est engagée au Théâtre Royal. À partir de 1876, elle quitte l'Opéra de Stockholm, mais elle y fait une apparition en tant qu'invitée en 1880 et à l'automne 1887.
Elle décide de s'installer à Paris à la fin des années 1880 et à New York en 1890. À partir de 1924, elle décide de s'installer définitivement à Nice. Riégo était fréquemment employé en tant que professeur de chant et, en 1890, elle crée un institut de chant à New York.

## Rôles majeurs
Parmi ses rôles figurent Donna Anna dans Don Juan, Valentine dans Les Huguenots, Selika dans L'Africaine, Rachel dans La Juive et Blenda dans l'opéra du même nom.